# Waldinventur
Eine Wald- oder auch Forstinventur wird durchgeführt, um großräumige Waldverhältnisse und forstliche Produktionsmöglichkeiten zu erfassen. Die Inventur erfolgt stichprobenartig, meist in ausgesuchten Probekreisen. Hierbei werden zum Beispiel Baumarten, Altersstrukturen, Wachstums- und Besitzverhältnisse sowie Holzvorräte erfasst. Durch wiederholte Durchführungen nach bestimmten Zeitintervallen können auch Aussagen über Waldentwicklungen gemacht werden (siehe auch Längsschnittstudie). Die Ergebnisse sind Grundlage für forst-, handels- und umweltpolitische Planungen und Entscheidungen. Inventuren auf betrieblicher Ebene liefern die Datengrundlage der Forsteinrichtung, der Rahmenplanung öffentlicher und großer privater Forstbetriebe. Ein Vegetationsgutachten oder Verbissgutachten ist, je nach Verfahren, ebenfalls eine Waldinventur und liefert Basisdaten für die Erstellung eines Abschussplans. Andere regelmäßige Inventuren werden im Rahmen der Waldzustandserfassung durchgeführt.

## Forstbetriebsinventuren
Forstbetriebsinventuren erfassen Parameter von (meist unmittelbarer) wirtschaftlicher Bedeutung. Man unterscheidet temporäre Inventuren von permanenten. Temporär bedeutet hierbei, dass die genaue Lage der Stichprobenkreise von Inventur zu Inventur variieren kann, weil sie im Gegensatz zum Vorgehen bei permanenten Inventuren nicht langfristig markiert werden. Das permanente Verfahren ermöglicht daher die Erstellung von Zeitreihen auf Grundlage der Entwicklung einzelner Bäume und weist einen geringeren Fehler auf. In temporären Inventuren wird häufig mit der 6-Baum-Stichprobe gearbeitet, bei der permanenten verwendet man konzentrische Probekreise mit unterschiedlichen Mindestwerten als untere Aufnahmegrenze. Das Stichprobennetz ist in der Regel systematisch ins Gauss-Krüger-Koordinatennetz eingehängt und gleichmäßig verteilt. Die Entfernung zwischen den Stichprobepunkten beträgt 100 bis 200 Meter.
Man erfasst unterschiedliche Parameter. Die wichtigsten sind die Baumart, der Brusthöhendurchmesser, das Alter der Bäume und die soziologische Stellung im Bestand. Einzelne Höhenmessungen der Bäume werden zur Erstellung einer Oberhöhenkurve durchgeführt. Mit diesen Werten können hinreichend genaue Voraussagen über den Holzzuwachs des Waldes innerhalb eines Zeitintervalls von etwa zehn Jahren getroffen werden. Außerdem werden Beschädigungen an den Bäumen erfasst, die sich wertmindernd auf das Holz auswirken. Ein wichtiger Parameter ist auch das Vorhandensein von Verjüngung getrennt nach Baumarten und Höhe. Ist dies der Fall, so ermittelt man normalerweise, wie stark die jungen Bäumchen durch den Verbiss von Rehwild geschädigt sind (Verbissgutachten). Es werden auch einzelne ökologische Aspekte berücksichtigt, wie die im Probekreis vorhandene Menge Totholz, Bodenverdichtung durch Befahrung, eine Typisierung der Bodenvegetation und das Vorhandensein von Habitatbäumen.

## Waldzustandsinventuren
Seit den frühen 1980er Jahren werden im Auftrag der Bundesländer im Zuge der damals augenscheinlichen Krankheitsbilder von Wäldern in Mitteleuropa Inventuren durchgeführt, die ökologische Parameter erheben. Die terrestrische Waldzustandsinventur (TWI) erfasst den Gesundheitszustand von einzelnen Bäumen anhand äußerlich erkennbarer Merkmale. „Terrestrisch“ benennt, dass die Erfassung vom Boden aus stattfinden (und nicht etwa durch Überfliegen oder Erdbeobachtungssatellit). In der Regel wird dabei die Belaubung (Benadelung) der Kronen erfasst (das heißt vom Boden aus mittels Augenschein geschätzt). Die Bodenzustandserhebung ist ein Teil dieser Waldzustandserhebung.

## Landesweite Inventuren

### Deutschland
1970/71 wurde in Bayern eine erste bundeslandweite Waldinventur durchgeführt. 1986 bis 1989 erfolgte dann die erste deutschlandweite Bundeswaldinventur (BWI), die nach der Wiedervereinigung Deutschlands in den Jahren 2001 bis 2003 wiederholt wurde. Eine dritte Bundeswaldinventur fand in den Jahren 2011 und 2012 statt, eine vierte begann im April 2021 und soll Ende 2022 abgeschlossen sein.[veraltet]

### Österreich
In Österreich werden seit 1961 auf einem systematischen Stichprobennetz Erhebungen durchgeführt. Neben ökonomischen Kennzahlen werden schwerpunktmäßig auch ökologische Parameter erhoben. Die erste Folgeerhebung erfolgte 1986/90, weitere 1992/96, 2000/02, 2007/09 und 2016/21. Die Österreichische Waldinventur wurde bis 1990 als Forstinventur bezeichnet und wird vom Bundesforschungs- und Ausbildungszentrum für Wald, Naturgefahren und Landschaft (BFW) im Auftrag des Lebensministeriums durchgeführt.

### Schweiz
Der Schweizerische Bundesrat beschloss 1981 die Durchführung eines ersten Landesforstinventars (LFI). 1993 wurde die gesetzliche Grundlage für die Durchführung auch im Bundesgesetz über den Wald (Artikel 33) verankert.
Die Aufnahmen wurden 1983–85 (LFI1), 1993–95 (LFI2), 2004–2007 (LFI3) und seit 2009 kontinuierlich (LFI4 2009–2017, LFI5 2018–2026) durchgeführt. Ab dem LFI3 wurde verstärkt auch die waldnahe Landschaft einbezogen.